# Козелков Сергій Вікторович
Сергі́й Ві́кторович Козелко́в — український науковець, доктор технічних наук, професор. Директор Навчально-наукового інституту телекомунікацій та інформатизації в Державному університеті телекомунікацій.

## Життєпис
Народився 1958 року в місті Воркута. 1982 року з відзнакою закінчив радіотехнічний факультет Харківського вищого воєнного командно-інженерного училища ім. М. І. Крилова.
1990 року закінчив заочну ад'юнктуру при Харківському командно-інженерному училищі, захистив кандидатську дисертацію, спеціальність «Озброєння і воєнна техніка» (спеціальна тема).
2001 року закінчує докторантуру при Харківському воєнному університеті, захистив докторську дисертацію, спеціальність «дистанційні аерокосмічні дослідження», робота «Обґрунтування та розробка технічних шляхів побудови наземного радіотехнічного комплексу управління та ідентифікації космічних апаратів середнього й дальнього космосу».
Викладацька та наукова діяльність: Від 1982 по 2012 рік займав наступні посади: інженер відділення, Центр дальнього космічного зв'язку АН СРСР; заступник начальника Головного центру випробувань та застосування космічних засобів (науково-дослідна та випробувальна робота); доцент кафедри, заступник начальника кафедри військово-повітряних сил, начальник кафедр «бойове забезпечення авіації», «бойове забезпечення авіації і застосування космічних систем», Національна академія оборони України; директор Центрального науково-дослідного інституту навігації і управління.
Наукові зацікавлення — засоби та методи супутникового зв'язку навігації й управління рухом, ідентифікація об'єктів.

### Смерть
21 серпня 2019 року Сергій Козелков відійшов з життя у смт. Малоархангельськ Орловської області Російської Федерації. Його поховано у Малоархангельську коло могил батьків. 

### Серед робіт
- «Основи навігаційного забезпечення збройних сил. Ч. 1. Навігаційне забезпечення з використанням навігаційних систем. Навчальний посібник», співавтори Явтушенко А. М., Пастушенко М. С., 2004
- «Основи балістично-навігаційного забезпечення управління космічними апаратами. Навчальний посібник», співавтори Явтушенко А. М., Ставицький С. Д., Коваль І. М., 2004
- «Наземний радіотехнічний комплекс управління та ідентифікації космічних апаратів. Навчальний посібник», співавтори Явтушенко А. М., Богом'я В. І., 2004
- «Вимірювання орбітальних параметрів КА наземним РТК», співавтор Козелкова Катерина Сергіївна, 2010
- «Аналіз основних принципів досягнення максимальної точності синхронізації», співавтор К. С. Козелкова, 2010

### Нагороди
- лауреат Державної премії України в галузі науки і техніки — за створення наземного комплексу управління першим національним космічним апаратом «Січ-1».
- лауреат Державної премії Криму в галузі науки і техніки — за створення інформаційної системи забезпечення управління регіоном
- заслужений винахідник України.